# Jinan dvoulaločný v Opavě
Jinan dvoulaločný v Opavě, nazývaný také Jinan dvoulaločný v sadech U Muzea nebo Ginkgo knížete Liechtensteina, je významný strom - jinan dvoulaločný (Gingko Biloba) stojící nedaleko Historické výstavní budovy Slezského zemského muzea (tj. u Slezského zemského muzea) v sadech U Muzea v části Město v Opavě. Nachází se v pohoří Opavská pahorkatina v okrese Opava v Moravskoslezském kraji.

## Galerie

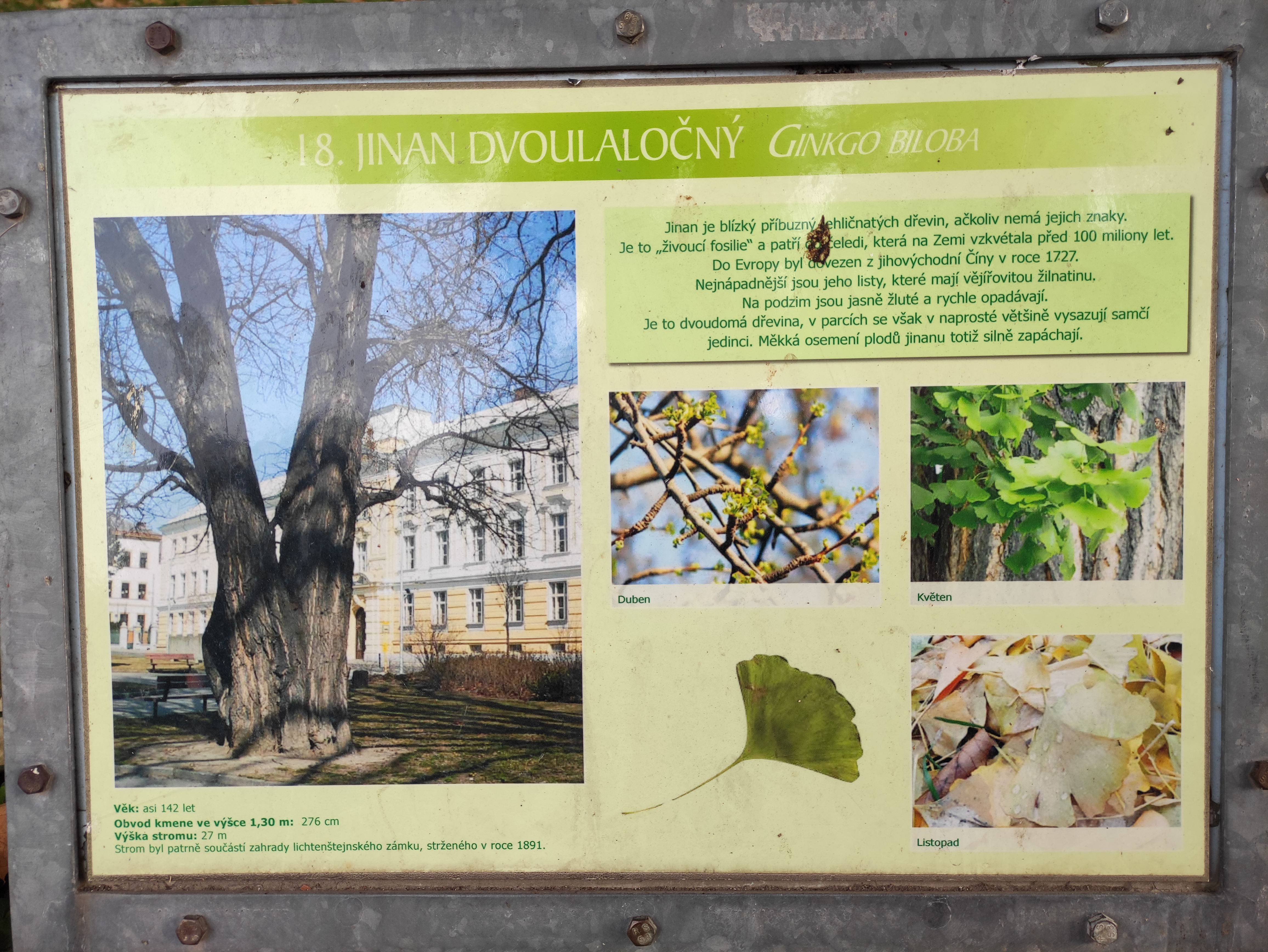
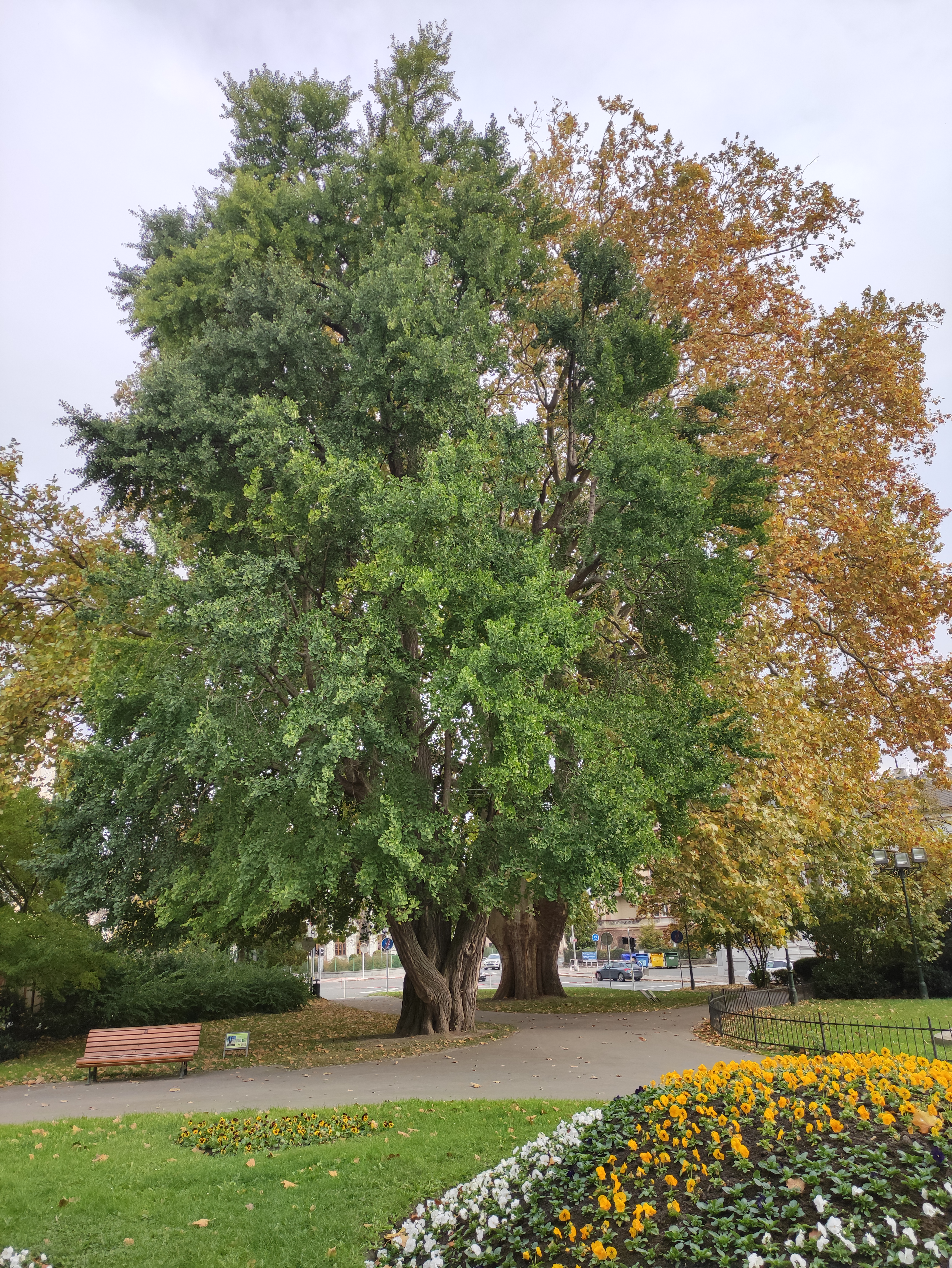

## Další informace
Jinan dvoulaločný v Opavě byl součástí zahrady zaniklého renesančního opavského zámku knížecího rodu Liechtensteinů. Předpokládá se, že strom byl vysazen kolem roku 1820 a pravděpodobně pochází z lesních školek, které měli Liechtensteinové ve Valticích. Strom je dvoudomou dřevinou, je zde vysazen samčí jedinec. Podle údajů z roku 2020 je výška stromu 27 m a obvod kmene ve výčetní výšce je 2,76 m. Jinan je celoročně volně přístupný a vedle něj se nachází další památný strom - Platan javorolistý v Opavě. U těchto stromů začíná trasa naučná stezka Městskými parky Opavy.